# Wawanesa Insurance
Wawanesa Mutual Insurance Company — канадская страховая компания, работающая в Канаде и США. Специализируется на автостраховании и других видах имущественного страхования; работает во всех провинциях Канады, а также в Калифорнии и Орегоне.
Компания была основана в 1896 году в посёлке Ваванеса, провинция Манитоба для страхования фермеров этой провинции Канады. С 1928 года начала заниматься автострахованием, а в 1929 году получила лицензию на работу во всех провинциях Канадского доминиона. В 1961 году была основана дочерняя компания по страхованию жизни Wawanesa Mutual Life Insurance Company. В 1975 году в Сан-Диего (Калифорния) был создан филиал в США, с 2000 года он начал предлагать услуги автострахование также и в соседнем штате Орегон. В июле 2017 года была куплена Western Financial Group, объединённая с собственной финансовой группой Trimont.
Выручка за 2019 год составила 4,27 млрд канадских долларов, из них 3,77 млрд пришлось на страховые премии, 475 млн — на инвестиционный доход. Страховые выплаты составили 2,81 млрд расходов. На автострахование пришлось 55 % страховых премий, на страхование другого имущества — 34 %, на страхование жизни — 6 %, на фермерское страхование — 5 %.
Активы на конец 2019 года составляли 10,5 млрд канадских долларов, из них 6,8 млрд пришлось на инвестиции и кредиты.
Основные дочерние компании:
- The Wawanesa Life Insurance Company (Виннипег, Канада)
- Wawanesa General Insurance Company (Сан-Диего, США)
- Trimont Financial Ltd. (Виннипег, Канада)